# Haba de Oro
El Haba de Oro es un premio que otorga la Asociación Cabalgata Reyes Magos de Pamplona a una institución que opere en la Comunidad Foral de Navarra y que desempeñen una labor orientada a la ayuda a la niñez más desfavorecida.
El galardón consiste en un haba de oro macizo de 18 kilates con un peso aproximado de unos 50g en la que van engastados tres brillantes que representan a los tres reyes magos tradicionales: Melchor, Gaspar y Baltasar. Se entrega en una caja ornamental donde va el haba con un collar durante un acto que se celebra anualmente en el Ayuntamiento de Pamplona, presidido por el alcalde.

## Ganadores
| Año  | Ed.  | Asociación/Institución                                 | Razón |
| ---- | ---- | ------------------------------------------------------ | --- |
| 2002 | I    | Hijas de la Caridad                                    | Por la institución la Providencia: Educación a mujeres y niños.                                                                               |
| 2003 | II   | Institución Punto de Encuentro de Mensajeros de la Paz | Por la creación y gestión de hogares funcionales para acoger a niños y jóvenes.                                                               |
| 2004 | III  | Asociación ADANO                                       | Por defender los intereses de las familias con niños que padecen cáncer infantil en Navarra.                                                  |
| 2005 | IV   | ONG Compartir Navarra                                  | Por la actividad realizada en Colombia desde 2001 en favor del apadrinamiento, gestión y ejecución de proyectos de cooperación al desarrollo. |
| 2006 | V    | Fundación Ciganda Ferrer                               | Por el colegio "El Molino" (colegio de educación especial).                                                                                   |
| 2007 | VI   | A los padres adoptantes de Navarra                     | Por adoptar a niños desamparados. |
| 2008 | VII  | Colegio Cardenal Ilundain                              | Por su pronta actuación frente a la enfermedad meningocócica de un alumno.                                                                    |
| 2009 | VIII | Aula infantil de Virgen del Camino                     | Por dotar de recursos y habilidades a los niños para mostrarles un vínculo con el exterior.                                                   |
| 2010 | IX   | Fundación Atena Psicoballet                            | Por su labor de enseñanza en campos artísticos a personas con discapacidad intelectual.                                                       |
| 2011 | X    | Familias acogedoras de Navarra                         | Por su voluntad desinteresada de ayuda a menores con problemas.                                                                               |
| 2012 | XI   | Colegio Isterria (Fundación Caja Navarra)              | Por el trabajo realizado con sus 72 alumnos con necesidades educativas especiales.                                                            |
| 2013 | XII  | Centro Puente                                          | Por su lucha contra el acoso escolar y en favor de la promoción personal de su alumnado.                                                      |
| 2014 | XIII | Asociación Navarra Nuevo Futuro                        | Por sus proyectos en defensa de los derechos de los niños y sus servicios a menores en situación de acogida.                                  |
| 2015 | XIV  | Fundación Itaka-Escolapios (Escolapios)                | Por su proyecto Ikaskide de educación no formal a niños y a personas en riesgo de exclusión social.                                           |
| 2016 | XV   | Fundación Ilundáin Haritz Berri                        | Por sus programas educativos y sociales para jóvenes en vulnerabilidad social.                                                                |
| 2017 | XVI  | Fundación Xilema                                       | Por su trabajo con niños desfavorecidos. |